# Algajola
Algajola (korziško Algaghjola) je naselje in občina v francoskem departmaju Haute-Corse regije - otoka Korzika. Leta 2012 je naselje imelo 293 prebivalcev.

## Geografija
Kraj leži v severozahodnem delu otoka Korzike na obali Sredozemskega morja, 82 km jugozahodno od središča Bastie.

## Uprava
Občina Algajola skupaj s sosednjimi občinami Aregno, Avapessa, Belgodère, Cateri, Costa, Feliceto, Lavatoggio, Mausoléo, Muro, Nessa, Novella, Occhiatana, Olmi-Cappella, Palasca, Pioggiola, Speloncato, Vallica in Ville-di-Paraso sestavlja kanton Belgodère s sedežem v Belgodèru. Kanton je sestavni del okrožja Calvi.

## Zanimivosti
- župnijska cerkev sv. Jurija,
- trdnjava Algajola (U Castellu), zgrajena v 16. stoletju na ruševinah genoveškega stolpa Lomellino,
- citadela,
- Algajolski monolit.